# Theodoor de Bry

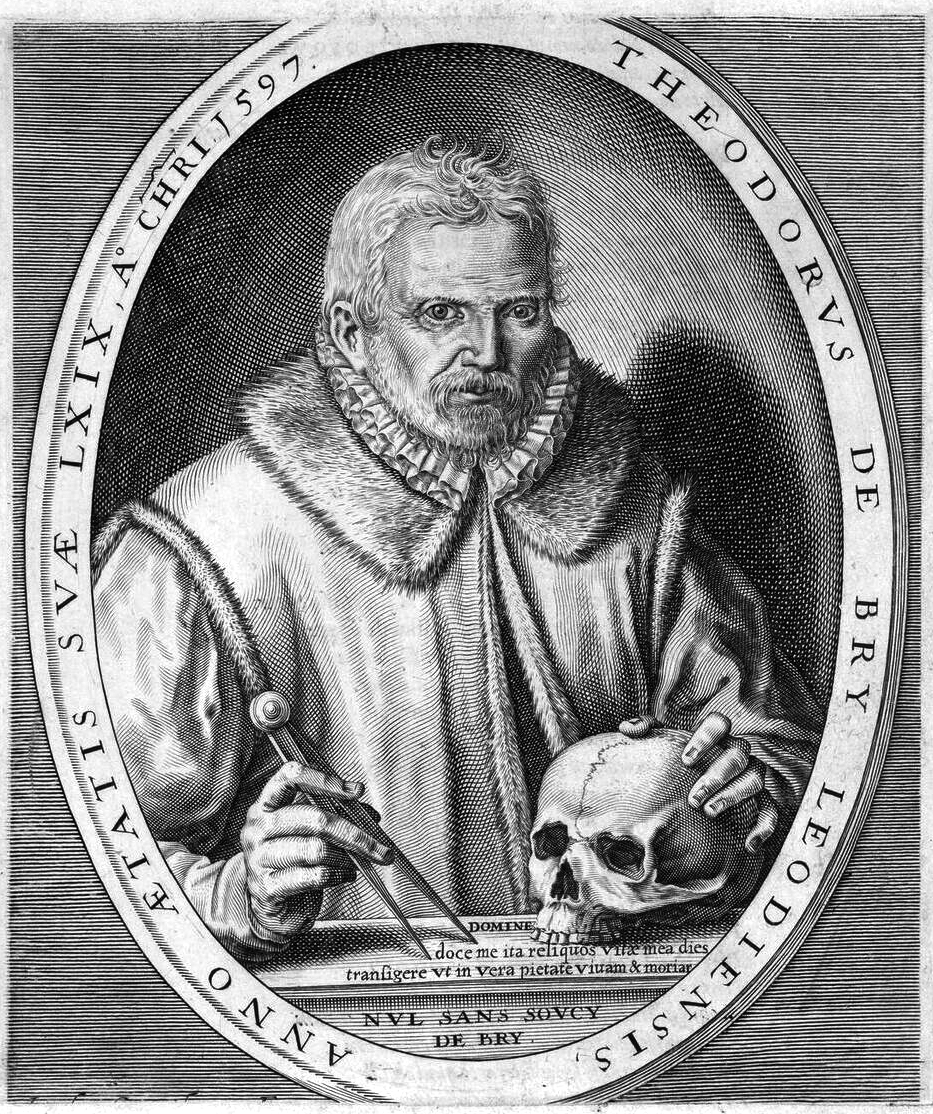
Theodor de Bry

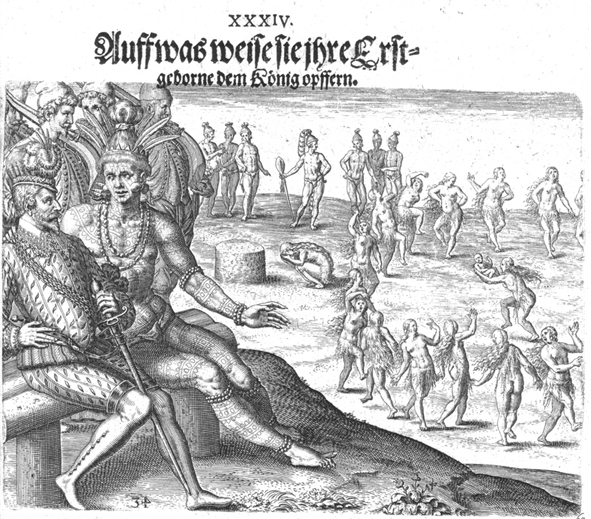
Auff was weise sie ihre Erstgeborne dem König opffern

Theodoor de Bry (Luik, 1528 - Frankfort, 27 maart 1598) was een Luikse goudsmid, graficus en illustrator alsook stamvader van een uitgeversfamilie.
Theodoor de Bry is nu nog vooral bekend van de gravures die hij samen met zijn zonen Johan Theodoor en Johan Israël maakte over exotische streken, in het bijzonder over de ontdekking en verovering van Amerika.

## Leven
Hij was de zoon van goudsmid Thiry de Bry, die zich in Luik was komen vestigen. De zoon ging dit beroep uitoefenen in Straatsburg, waar hij bekend stond als Dietrich Brey en in 1560 huwde met Catherine Esslinger. Het volgende jaar zou hij zich opnieuw in Luik te vestigen. 1570 was een bewogen jaar: als calvinist werd hij uit Luik verbannen onder verbeuring van zijn goederen. Hij ging terug naar Straatsburg en hertrouwde er met Catherine Rotlinger, dochter van de Frankfurtse goudsmid, nadat zijn eerste vrouw overleden was. In die stad zette De Bry waarschijnlijk zijn eerste stappen op het gebied van kopergravures, wellicht beïnvloed door graficus Étienne Delaune. In 1577 vestigde de familie zich in Antwerpen en zette ze definitief de stap van goudsmid naar illustrator. Al in 1578 openden ze een atelier in Frankfurt am Main en bekwam De Bry er het poortersrecht. Aan de Antwerpse vestiging kwam definitief een einde na de Spaanse herovering (1585).
Van 1586 tot 1588 verbleef hij in Londen. Aanvankelijk ging hij er heen om koperplaten te maken voor de Engelse versie van de Spieghel der Zeevaert van Lucas Janszoon Waghenaer, maar eenmaal aangekomen kreeg hij tevens de opdracht om een illustratie te maken van de begrafenisstoet van Sir Philip Sidney. Bij die gelegenheid ontmoette hij de Fransman Jacques le Moyne, die 20 jaar eerder naar Florida in de Nieuwe Wereld was geweest. Hij was kunstschilder en had schilderijen gemaakt van de Indiaanse bevolking, maar die waren verloren gegaan na een aanval door de Spanjaarden op de Franse kolonie. Samen besloten ze zijn werken opnieuw in beeld te brengen. Bovendien ontmoette Theodoor de Bry Richard Hakluyt, waardoor hij de beschikking kreeg over de reisbescheiden van Thomas Hariot en John White van hun reis naar Virginia. Het werd het begin van een reeks publicaties over nieuw ontdekte landen.
Twee veelvuldig herdrukte publicaties werden de reeksen reisverslagen, India Occidentalis en India Orientalis, over respectievelijk West- en Oost-Indië. In hun definitieve vorm zijn ze pas in 1634 voltooid door Matthaeus Merian. De gravures in deze werken hebben voor een groot deel het beeld bepaald dat de Europeanen in de 16e eeuw van Amerika hadden. Desalniettemin waren de prenten vaak niet nauwkeurig. De De Bry’s kenden de nieuwe werelden alleen uit de reisverslagen. Ze bewerkten afbeeldingen uit die verslagen, of lieten de fantasie de vrije loop bij de vervaardiging van nieuwe prenten. Prenten werden veelal aangepast ten opzichte van het origineel, waarbij de inheemse bevolking in tegenstelling tot de oorspronkelijke illustraties vaak ongekleed of minder beschaafd werden afgebeeld. Kleding en architectuur in hun afbeeldingen hadden veel weg van die van het Middellandse zeegebied. Duivels werden aan sommige afbeeldingen toegevoegd om het heidendom van de inheemse bevolking te benadrukken. Overgenomen reisverslagen werden geredigeerd, waarbij spectaculaire en gruwelijke details zoals kannibalisme en mensenoffers werden benadrukt, evenals de wreedheden van de Spanjaarden (de zogenaamde zwarte legende). Hun boeken waren daarom populair in de Nederlanden tijdens de strijd tegen de Spanjaarden. Versies voor de zuidelijke landen van Europa werden echter bewust aan de doelgroep aangepast.
Een andere bekende reeks zijn de illustraties voor de aanklacht van Bartolomé de las Casas, Brevísima relación de la destrucción de las Indias (1552). De Bry graveerde ze naar tekeningen van Joos van Winghe. Tegen het einde van zijn leven maakte hij nog prenten voor een werk van Filippo Pigafetta over Congo, Relazione del reame di Congo (1598).